# Никулешти (Алба)
Никулешти (рум. Niculești) насеље је у Румунији у округу Алба у општини Хореа. Oпштина се налази на надморској висини од 933 m.

## Становништво
Према подацима из 2002. године у насељу је живело 59 становника, од којих су сви румунске националности.